# Comuna Dumbrăvița, Maramureș
Dumbrăvița (în maghiară: Szakállasdombó) este o comună în județul Maramureș, Transilvania, România, formată din satele Cărbunari, Chechiș, Dumbrăvița (reședința), Rus, Șindrești și Unguraș.

## Demografie
Componența etnică a comunei Dumbrăvița
     Români (92,11%)
     Alte etnii (0,93%)
     Necunoscută (6,96%)
Componența confesională a comunei Dumbrăvița
     Ortodocși (82,08%)
     Greco-catolici (8,81%)
     Alte religii (1,7%)
     Necunoscută (7,4%)
Conform recensământului efectuat în 2021, populația comunei Dumbrăvița se ridică la 4.107 locuitori, în scădere față de recensământul anterior din 2011, când fuseseră înregistrați 4.372 de locuitori. Majoritatea locuitorilor sunt români (92,11%), iar pentru 6,96% nu se cunoaște apartenența etnică. Din punct de vedere confesional, majoritatea locuitorilor sunt ortodocși (82,08%), cu o minoritate de greco-catolici (8,81%), iar pentru 7,4% nu se cunoaște apartenența confesională.

## Politică și administrație
Comuna Dumbrăvița este administrată de un primar și un consiliu local compus din 13 consilieri. Primarul, Felician Gheorghe Ciceu[*], de la Partidul Național Liberal, este în funcție din 2008. Începând cu alegerile locale din 2024, consiliul local are următoarea componență pe partide politice:
|  | Partid                          | Consilieri | Componența Consiliului | Componența Consiliului | Componența Consiliului | Componența Consiliului | Componența Consiliului | Componența Consiliului | Componența Consiliului |
|  | ------------------------------- | ---------- | ---------------------- | ---------------------- | ---------------------- | ---------------------- | ---------------------- | ---------------------- | ---------------------- |
|  | Partidul Național Liberal       | 7          |                        |                        |                        |                        |                        |                        |                        |
|  | Partidul Social Democrat        | 3          |                        |                        |                        |                        |                        |                        |                        |
|  | Uniunea Salvați România         | 1          |                        |                        |                        |                        |                        |                        |                        |
|  | Alianța pentru Unirea Românilor | 1          |                        |                        |                        |                        |                        |                        |                        |
|  | Partidul Mișcarea Populară      | 1          |                        |                        |                        |                        |                        |                        |                        |

## Personalități născute aici
- Gavril Abrihan[8] (n. 1950), sculptor;
- Gheorghe Zoicaș (n. 1963), politician.